# 桧枝岐の舞台

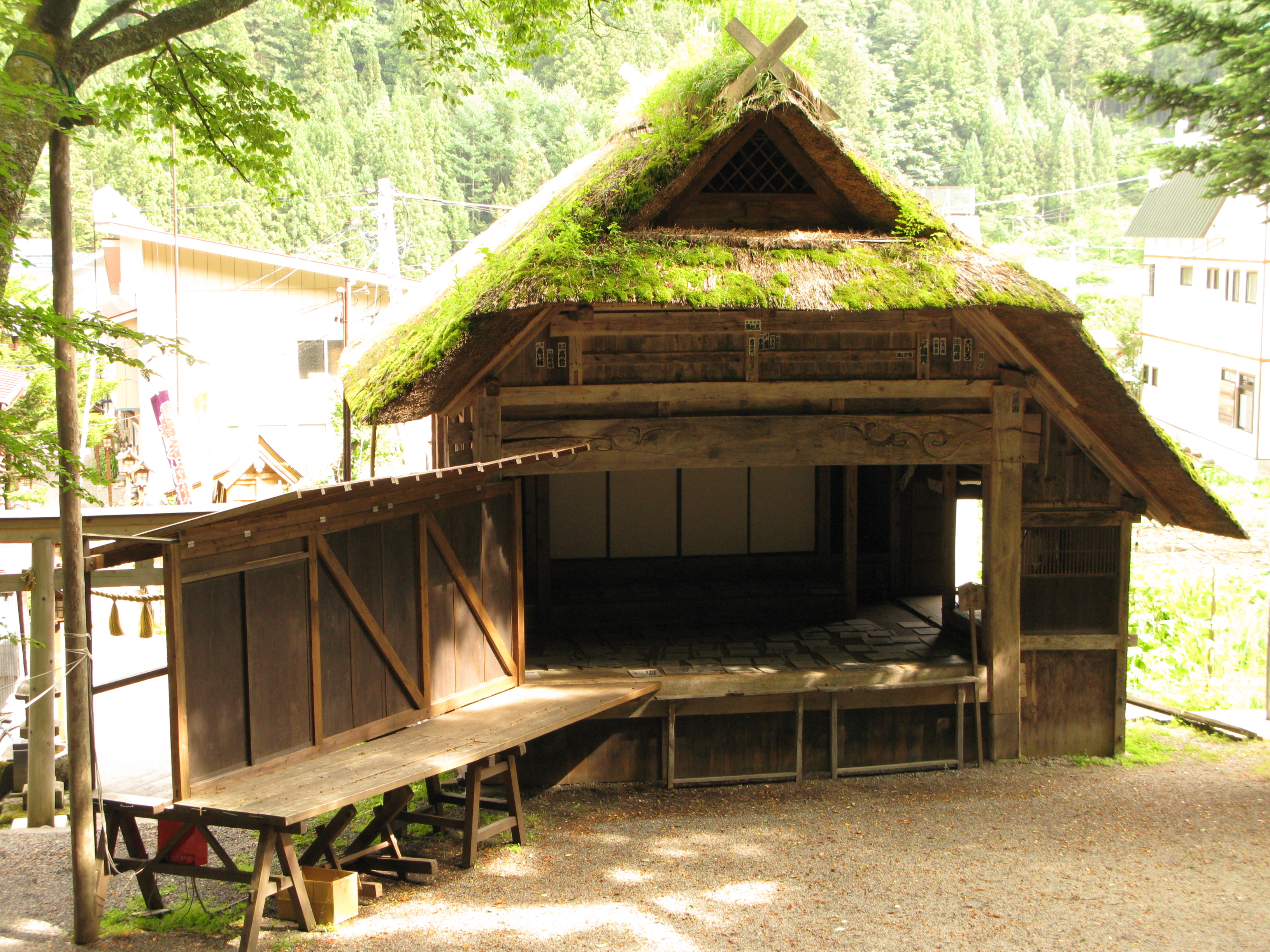
重要有形民俗文化財 桧枝岐の舞台

桧枝岐の舞台（ひのえまたのぶたい）は、福島県南会津郡檜枝岐村にある農村舞台。国の重要有形民俗文化財に指定されている。

## 概要
檜枝岐村字居平にある鎮守神の境内にある。江戸時代に建築されたが、明治26年（1893年）の村の大火で焼失し、現在の建物は明治30年代の再建である。
舞台は、正面から見ると上部に破風があり、入母屋造に見えるが、前面に廂がある切妻造で、軒端の様式がこの地方独特であり、「兜造」と呼ばれる。この建築様式は、奥会津によく見られる曲屋造の民家と似ており、他の農村舞台とは異なったものである。舞台中央は、固定式二重になっており、二重の前後には唐紙を入れることができる。
　

## 文化財指定
農村舞台の一典型をなすものとして、隣町である南会津町の「大桃の舞台」とともに、昭和51年（1976年）8月23日に国の重要有形民俗文化財に指定されている。指定は、建造物である舞台のほか、観客席である敷地も含まれている。
また、毎年5月12日、8月18日、9月第1土曜日に、村内の「千葉之家花駒座」によって演じられる農村歌舞伎は、「檜枝岐歌舞伎」として、平成11年（1999年）に福島県の重要無形民俗文化財に指定されている。